# République - Beaux-Arts
Het metrostation République - Beaux-Arts is een station van metrolijn 1 van de metro van Rijsel, gelegen in het centrum van Rijsel. De naam komt van het plein Place de la République waaronder het station zich bevindt en het Museum voor Schone Kunsten (Palais des Beaux-Arts) dat aan dit plein gevestigd is.
Het station werd ontworpen door Gilles Neveux en heeft een eigenaardige architectuur met een "krater" in het centrum van het plein boven het metrostation, wat zorgt voor veel lichtinval. Bovendien zijn er in het metrostation meerdere reproducties van kunstwerken te zien die in verband staan met het Palais des Beaux-Arts. Naar aanleiding van de heropening van dit museum werd de naam van dit station hernoemd van "République" naar "République - Beaux-Arts".

## Omgeving

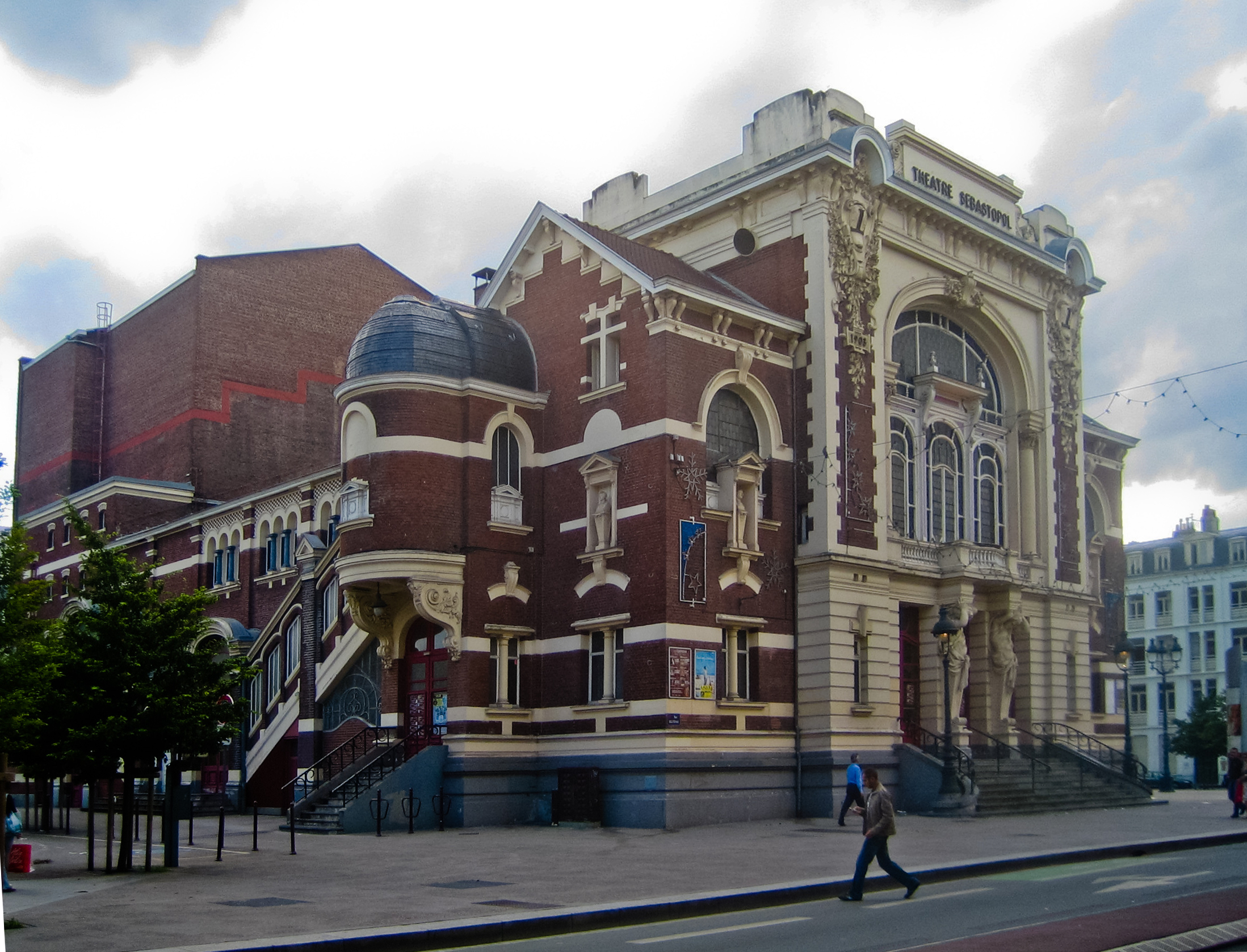
Théâtre Sébastopol.

- Palais des Beaux-Arts
- La Préfecture du Nord
- Théâtre Sébastopol